# Alphonse Toussenel
Pour les articles homonymes, voir Toussenel.
Alphonse Toussenel, né le 17 mars 1803 à Montreuil-Bellay et mort le 30 avril 1885 à Paris (15e), est un écrivain fouriériste (socialiste utopique) et journaliste français considéré par de nombreux historiens comme le père de l'antisémitisme moderne.
Il est le frère de Théodore Toussenel, enseignant et traducteur.

## Biographie

### Famille
Son père, Jean-Baptiste Toussenel était Lorrain, originaire de Saint-Mihiel (Meuse), venu une première fois dans la région en qualité de commissaire ordonnateur avec la 12e division militaire de I'Armée de l'Ouest, chargée de combattre les rebelles vendéens de I'Armée Catholique et Royale. Durant cette période, il a pour fonction de veiller à la bonne marche de toutes les activités liées à la subsistance des soldats: vivres, logement, chauffage, équipage, armement, soins médicaux, etc. A l'occasion d'une de ses tournées d'inspection, il fait la connaissance de Marie-Célestine Malécot des Bournais, fille du maire de Curçay-sur-Dive (Vienne). Une fois mariés, ils s'installent à Montreuil-Bellay.

### Début de vie
Né à Montreuil-Bellay, Alphonse Toussenel réalise ses études mais celles-ci lui déplaisent beaucoup. En effet, il écrit que:
[Pour l'adolescent, ce fut le temps des études dont il ne garda pas un très bon souvenir], "maudissant la tendresse paternelle qui condamna mon enfance aux travaux forcés du latin", alors qu'il aurait préféré s'abandonner "au grand air du vagabondage et des meules de foin parfumé si favorables aux exercices de gymnastiques. [...] J'ai passé 12 ans dans ce bagne affreux de l'enfance qu'on nomme le collège, alors que Dieu, en me mettant au cœur, dès l'âge le plus tendre, l'amour désordonné des oiseaux et du vagabondage, m'avait évidemment destiné à la haute mission du chasseur cosmopolite."
Une fois sa formation terminée, il revient à la campagne chez son père pour poursuivre des travaux sur l'agriculture et consacrer ses loisirs à l'étude des mœurs des animaux.
A trente-ans, il est séduit par les théories de Charles Fourier et vient s'installer à Paris à la suite de la Révolution de 1830 qui vient de forcer Charles X à abdiquer. En 1833, il soutient ardemment les lois Guizot sur l'enseignement primaire et remplit pendant quatre ans, à partir de 1837, les fonctions de rédacteur en chef du journal La Paix. En 1841, il accepte le poste de commissaire civil à Boufarik (Algérie), poste qu'il abandonne dès l'année suivante. Resté fidèle au fouriérisme, il fonde en 1843, avec Victor Considerant, le journal La Démocratie pacifique.

### Tentative de création d'une «société d'harmonie» à Ourscamp
En 1846, Toussenel cherche à mettre en application l'idéale des phalanstères de son maître Charles Fourier dans la petite commune de Ourscamp (Oise). Son projet peut être résumé par cette citation de sa brochure Travail et Fénéantise: 
"Quand nous déclarons que l'homme a droit au bonheur, il est sous-entendu que nous jetons bas l'imposture biblique et catholique qui condamne l'homme à la souffrance éternelle [...] Droit au bonheur, liberté absolue des consciences, plus de cultes salariés, éducation gratuite, intégrale et obligatoire pour tous, organisation gratuite du crédit."
Il va chercher en effet à convertir à son projet la population ouvrière affluente venant travailler dans l'usine textile dirigée par Achille Peigné-Delacourt mais ce sera un échec.

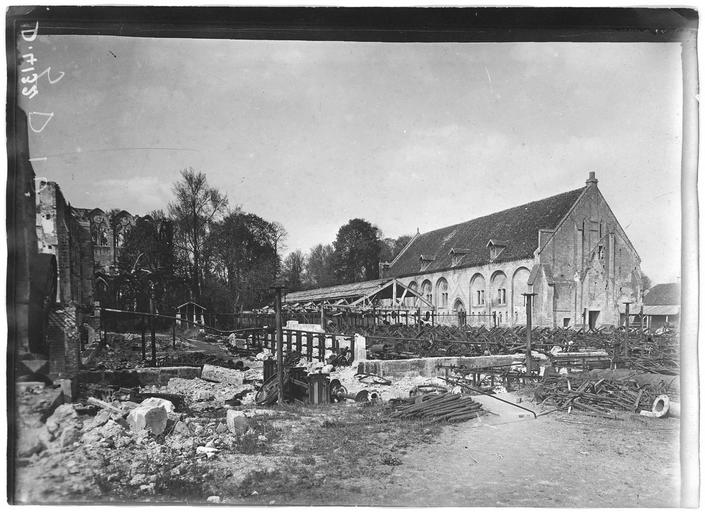
L'usine à tisser de Chiry-Ourscamp détruite en 1917, à l'occasion de la Première Guerre mondiale.

### La Révolution de 1848 et la fin de vie
Après la révolution de 1848, il fait partie de la Commission du Luxembourg fondée par Louis Blanc et fonde un nouveau journal avec le socialiste François Vidal, Le Travail Affranchi. En 1849, Toussenel se retire de la vie politique et se consacre exclusivement aux études sur les animaux et à son activité favorite: la chasse. Il publie en 1853 Le monde des oiseaux, en 1855 L'Esprit des bêtes, et de nombreux articles de chasse dans Le Globe, La Bibliothèque des Feuilletons et dans des journaux de chasse spécialisés. Après la guerre de 1870 et la Commune de Paris, Toussenel s'installe dans un appartement boulevard Lefebvre dans le XVe arrondissement. Il décède à Paris en 1885.

## Postérité
Socialiste utopique et disciple de Fourier, Toussenel est jugé très anglophobe et antisémite,. Pendant tout le XIXe siècle, il influence de très nombreuses personnes qui se revendiquent de son livre Les Juifs, rois de l'époque comme le socialiste antisémite Auguste Chirac, Édouard Drumont qui lui rend hommage dans son livre La France juive, mais aussi le Marquis de Morès et Pierre Biétry. Sous la Collaboration, Toussenel trouvera un regain d'intérêt avec la publication du livre de Louis Thomas Alphonse Toussenel: Socialiste National et Antisémite dans lequel l'auteur cherche à assimiler Toussenel à un précurseur du National-Socialisme Allemand. On peut aussi citer le Parti français national-collectiviste de Pierre Clémenti, groupuscule antisémite et collaborationniste, qui se revendiquera de son héritage et le considérera comme l'un de ses précurseurs.

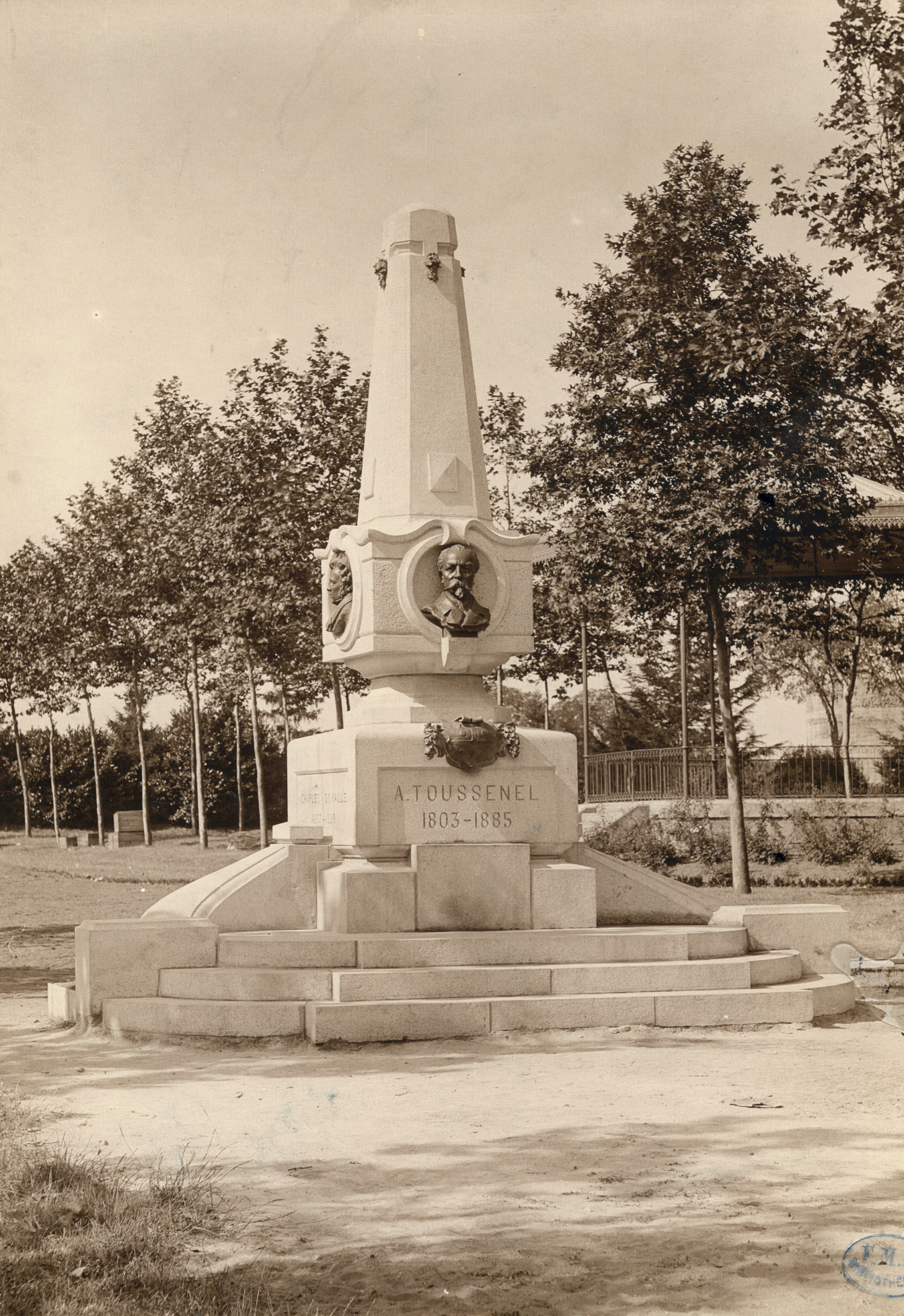
Monument Alphonse Toussenel à Montreuil-Bellay

L'historien Jean-Pierre Rioux considère que Les Juifs rois de l'époque est un ouvrage qui n'est pas étranger à la dimension antisémite que certains ont pu donner au mythe politique des Deux cents familles. Le journaliste et rédacteur en chef du journal Le Petit Provincial, en 1933, écrira cependant que :
"Alphonse Toussenel était trop généreux pour prêcher une haine de race. Et il n'avait rien d'un fanatique. "J'appelle, comme le peuple, de ce nom méprisé de juif, tout trafiquant d’espèces, tout parasite improductif, vivant de la substance et du travail d’autrui. Juif, usurier, trafiquant sont pour moi synonymes". Son réquisitoire visait donc, pas spécialement la race juive, mais tout les potentats privilégiés du capitalisme oppresseur sans distinctions de race ni de religions."

## Citations
- «J'appelle, comme le peuple, de ce nom méprisé de juif, tout trafiquant d’espèces, tout parasite improductif, vivant de la substance et du travail d’autrui. Juif, usurier, trafiquant sont pour moi synonymes.»[10]
- « Tous les liseurs de Bible, qu'on les appelle Juifs ou Genevois, Hollandais, Anglais, Américains, ont dû trouver écrit dans leur livre de prières que Dieu avait concédé aux serviteurs de sa loi le monopole de l'exploitation du globe, car tous ces peuples mercantiles apportent, dans l'art de rançonner le genre humain, la même ferveur de fanatisme religieux. C'est pourquoi je comprends les persécutions que les Romains, les Chrétiens et les Mahométans ont fait subir aux Juifs. La répulsion universelle que le juif a inspirée si longtemps n'était que la juste punition de son implacable orgueil, et nos mépris les représailles légitimes de la haine qu’il semblait porter au reste de l’humanité. » Les juifs rois de l'époque, histoire de la féodalité financière.

## Œuvres
- Les Juifs, rois de l'époque : histoire de la féodalité financière Paris : chez C. Marpon & E. Flammarion → lire en ligne tome 1 & tome 2
- L'Esprit des bêtes — Vénerie française et zoologie passionnelle (1847) — Exemplaire numérique consultable sur Gallica.
- Travail et fainéantise, programme démocratique, Paris : au Bureau du Travail affranchi, 1849 → lire en ligne
- L'Esprit des bêtes — Le monde des oiseaux : ornithologie passionnelle, Paris : Librairie phalanstérienne, 1853 → lire en ligne
- L'Esprit des bêtes — Zoologie passionnelle : Mammifères de France, Paris : Librairie phalanstérienne, 1855 → lire en ligne
- Tristia, histoire des misères et des fléaux de la chasse de France, Paris : chez E. Dentu, 1863 → lire en ligne